# John King (autor)
John King un autor británico, que ha escrito varias novelas sobre la lad culture del país y del extranjero. Su primer trabajo de ficción, The Football Factory, se convirtió en una controvertida película, dirigida por Nick Love y protagonizada por Danny Dyer. En la actualidad es propietario y operador de London Books, una empresa dedicada a reeditar literatura clásica. Su nombre aparece como partidario del movimiento No a la UE-Sí a la Democracia. Sus autores favoritos, que él considera han tenido un profundo efecto en su obra, son George Orwell, Alan Sillitoe y Aldous Huxley.